# Herpyllus
Herpyllus là một chi nhện trong họ Gnaphosidae.

## Hình ảnh

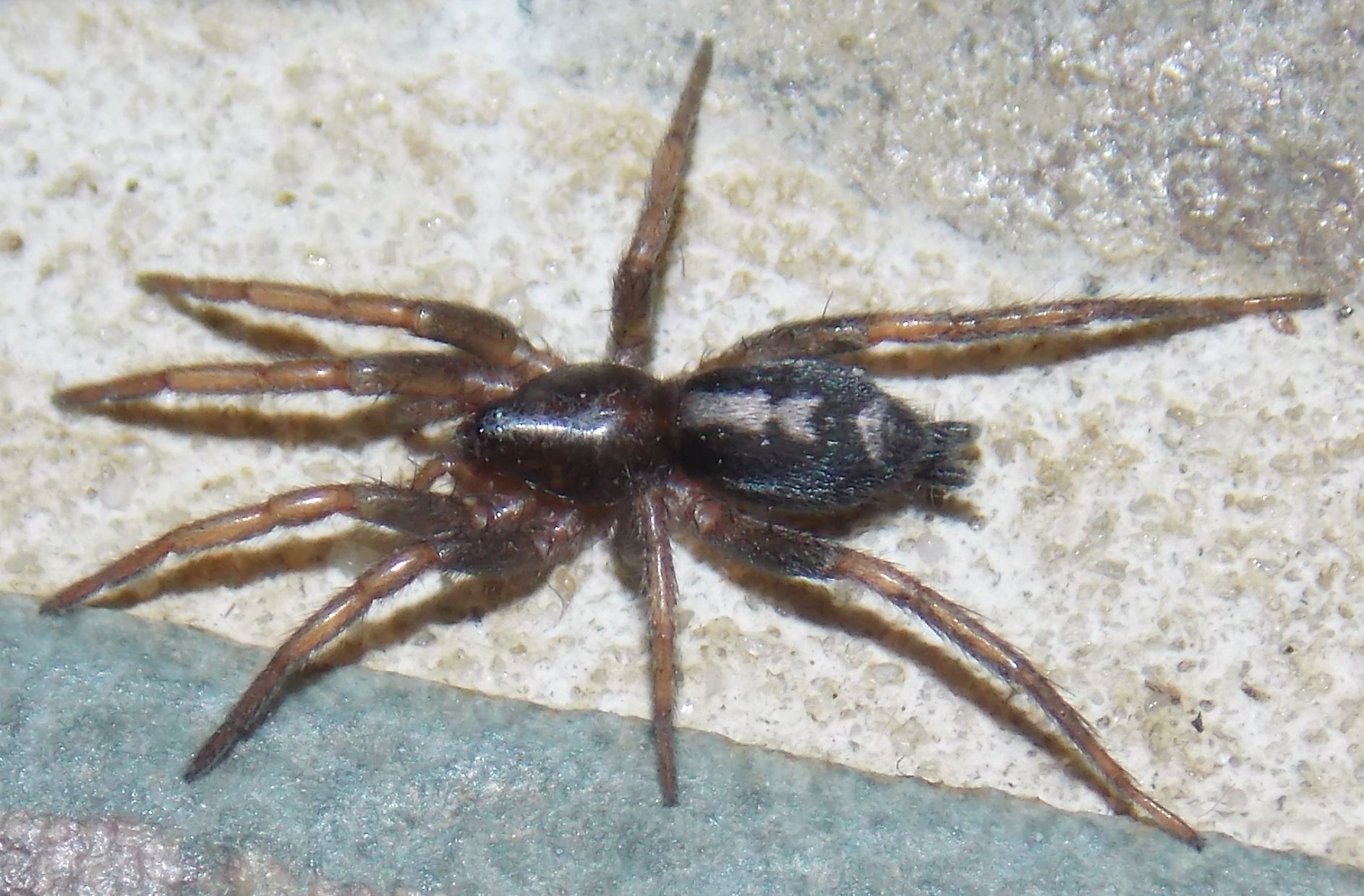